# Theodore Wharton
Theodore Wharton est un réalisateur, producteur et scénariste américain né le 12 avril 1875 à Milwaukee (Michigan), et mort le 28 novembre 1931 à Hollywood. Il est le frère cadet de Leopold Wharton, également réalisateur.

## Biographie
Il a d'abord travaillé dans l'univers du théâtre. En 1907, après une visite aux Studios Edison, il décide de s'y installer et y restera jusqu'en 1909. Il collabore ensuite avec différentes compagnies, et notamment avec Essanay. Il a réalisé et produit de nombreux films, et en 1914, il fonda avec son frère une compagnie de production : The Whartons Studio.

## Filmographie

### comme réalisateur

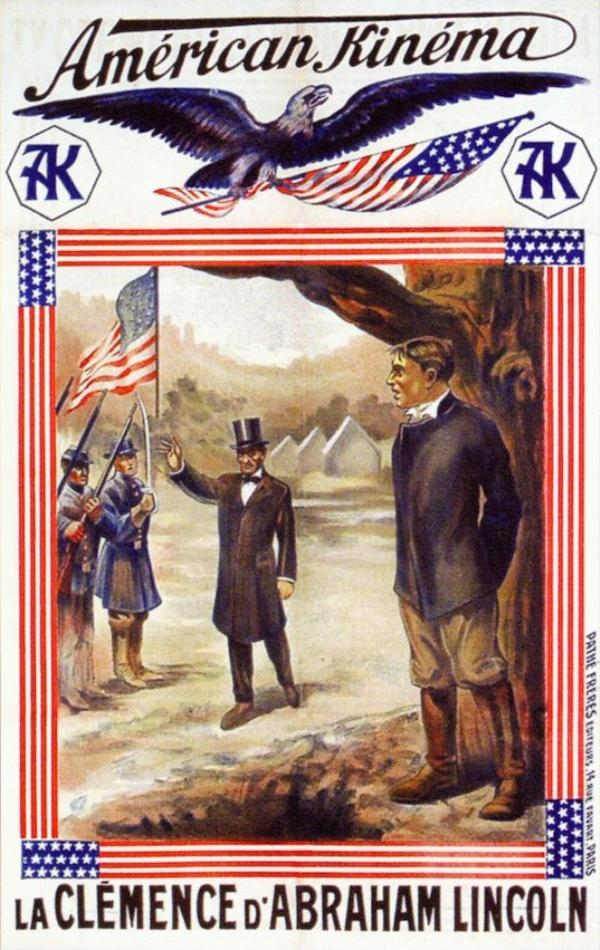
Affiche du film La Clémence d'Abraham Lincoln (1910=.

- 1910 : La Fille d'Arizona (The Girl from Arizona) , réalisé avec Joseph A. Golden
- 1910 : La Fille du Niagara (The Maid of Niagara)
- 1910 : La Clémence d'Abraham Lincoln (en)
- 1912 : Sunshine
- 1912 : From the Submerged (en)
- 1915 : Patria (en)
- 1916 : Beatrice Fairfax

### comme producteur
- 1910 : La Fille d'Arizona (The Girl from Arizona)